# ناحیه بروکا
ناحیه بروکا (انگلیسی: Broca's area) ناحیه‌ای در لوب پیشانی نیمکره غالب (اغلب نیمکره چپ) در مغز انسانیان است که کارکردهایی مرتبط با تولید گفتار دارد. ناحیهٔ بروکا قسمتی از مغز است که وظیفه گفتار و حرکت را بر عهده دارد. این نام به خاطر پیر پل بروکا، پزشک فرانسوی کاشف آن ناحیه مغزی انتخاب شده‌است. 

## ساختار
ناحیه بروکا به سه بخش تقسیم می‌شود: بخش سه‌گوشی (pars triangularis)، بخش پوششی (pars opercularis) و بخش چشمخانه‌ای (pars orbitalis). هرکدام از این سه بخش در تولید گفتار، درک زبان به‌صورت شنیداری و درک زبان اشاره نقش مهمی دارند.
بخش سه‌گوشی ((BA45): دستور زبان و نحو، جداسازی و پردازش تک‌واژه‌ها و ترجمه جملات شنیده‌شده از زبان دوم به زبان مادری، معناشناسی و حافظه کاری و حافظهٔ کاری مرتبط با واج‌شناسی کلمات که برای ساختار کلمات طولانی و چیدن واژه‌ها جهت ساختن جملات و تولید گفتار اساسی می‌باشد. همچنین تصویربرداری تشدید مغناطیسی کارکردی (fMRI) نشان‌دهندهٔ فعالیت این بخش هنگام مشاهدهٔ زبان اشاره و ژست‌های مختلف دست است.
بخش پوششی (BA44): تشخیص تغییرات در زیر و بمی صدا و زبان‌آهنگ (لحن)، ساختار گرامر و ملودی موسیقی، کنترل ماهیچه‌های گفتاری. این بخش با کلمات و نحو فعال شده و با شنیده‌شدن صداهای نامفهوم و بی‌معنی بدون ارتباط با زبان، فعالیت آن کاهش پیدا می‌کند.
بخش چشمخانه‌ای (BA47): حافظهٔ کاری و یادآوری کلمات معناشناختی، نحو و زبان‌آهنگ (میزان بلندی صداها)، کنترل اجرایی و انتخاب معنایی جملات و پردازش معنی‌های انتزاعی و ریز جملات، پردازش جملات با دو معنی (ایهام) و جملات مبهم.

## نگارخانه

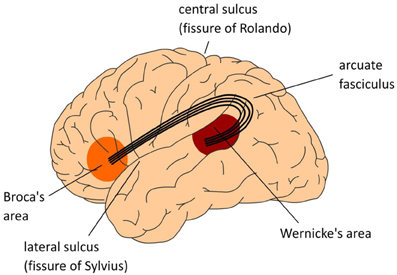